# My Little Pony

My Little Pony is een speelgoedlijn van pastel gekleurde speelgoedpony's die vanaf de jaren tachtig gemaakt en gecommercialiseerd zijn door Hasbro. Elke pony heeft zijn eigen typische kenmerken, zoals kleur en symbolen, waar ze naar vernoemd zijn.
De speelgoedlijn werd geïntroduceerd in 1981 als "My Pretty Pony". In 1983 werden er kleinere pony's gemaakt onder de naam "My Little Pony". De lijn gaf aanleiding tot een animatiefilm My Little Pony in 1986 en de animatiereeks My Little Pony van 1986 tot 1987. Deze speelden zich alle af in dezelfde fictieve wereld, "Dream Valley". In 1992 verscheen de serie My Little Pony Tales, waarin de pony's vermenselijkt werden en in een menselijke omgeving leefden. In 2010 verscheen de serie My Little Pony: Vriendschap is betoverend, in 2017 verscheen een film gebaseerd op deze serie, getiteld My Little Pony: De film. In 2021 verscheen de Netflix-film My Little Pony: Een nieuwe generatie en de daaropvolgende Netflix-series My Little Pony: Wees trouw aan jezelf en My Little Pony: Vertel je verhaal.
Naast de pony's zelf verscheen er ook andere merchandising, zoals kinderdecoratie en -beddengoed, puzzels en boeken.